# شنت جليانة
بلدية شنت جليانة أو سانتايلانا ديل مار (بالإسبانية: Santillana del Mar)‏، هي إحدى بلديات منطقة قنطبرية, المصنفة على أنها مقاطعة أيضاً، في شمال إسبانيا.
يبلغ عدد سكانها 3.950 نسمة وفقاً لإحصائية سنة (2002).

## معرض صور

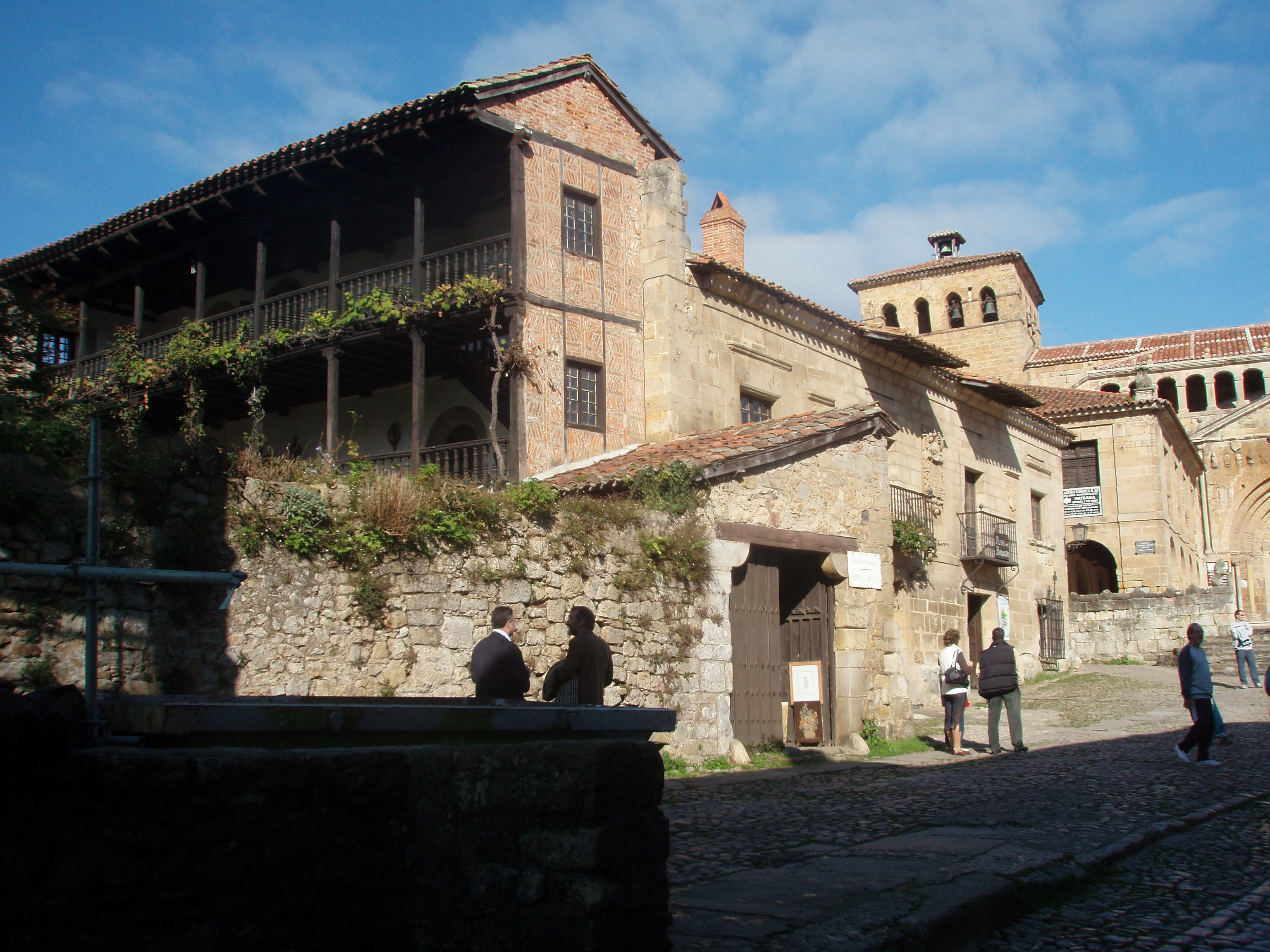
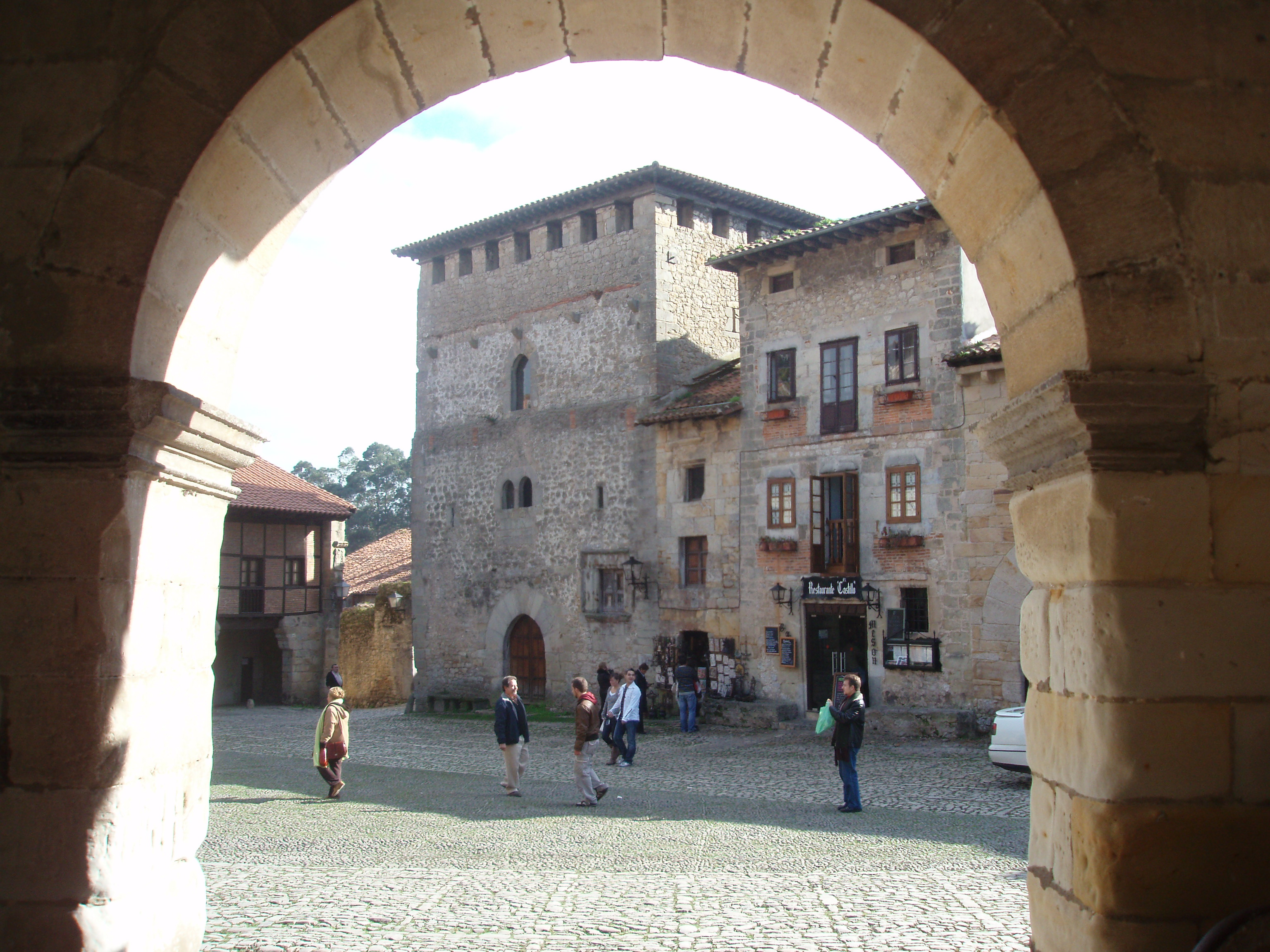
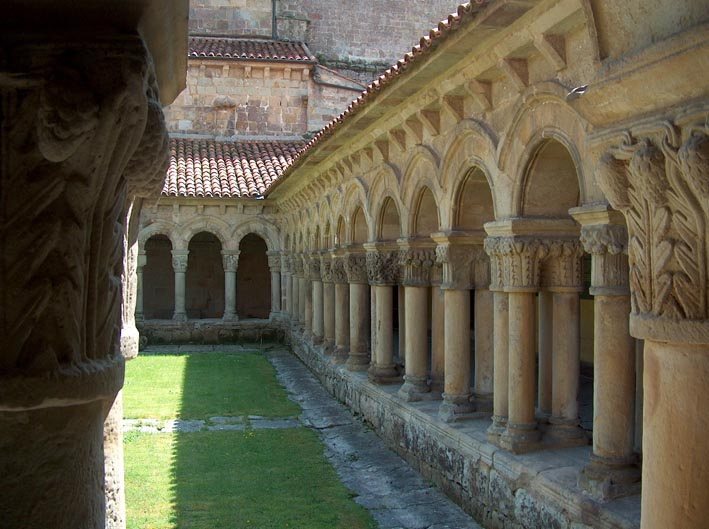
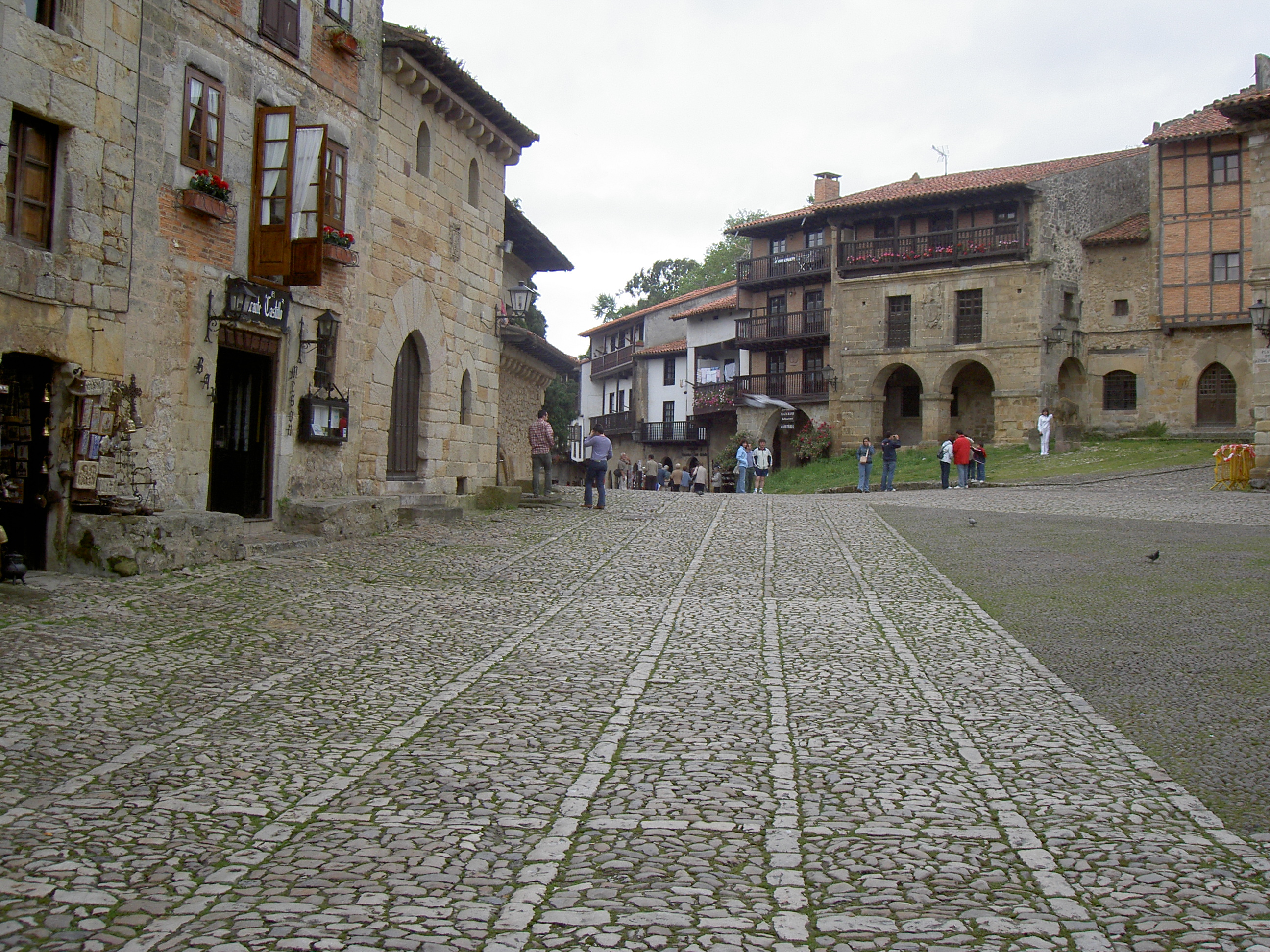

## أعلام
- كارلوس سانتيانا